# 1889 a jogalkotásban
1889-ben az alábbi jogszabályokat alkották meg:

## Magyarország

### Törvények
- 1889. évi I. törvénycikk A mosztár-rámatorkolati keskenyvágányu vasutnak Szarajevóig való folytatásáról
- 1889. évi II. törvénycikk A közösügyi bizottságok által rendkivüli katonai óvintézkedések költségeire megszavazott 47.300,000 frtnyi hitel Magyarországra eső részének fedezéséről
- 1889. évi III. törvénycikk A Zanzibárral 1887. évi augusztus 11-én kötött kereskedelmi és hajózási egyezmény becikkelyezéséről
- 1889. évi IV. törvénycikk Az 1889. év első negyedében viselendő közterhekről és fedezendő állami kiadásokról szóló 1888. évi XXXIII. törvénycikk hatályának kiterjesztéséről 1889. évi junius 30. napjáig
- 1889. évi V. törvénycikk Az állami italmérési jövedék behozatala folytán adandó kártalanitásról szóló 1888. évi XXXVI. törvénycikkel a kártalanitási igény bejelentésére kitüzött határidő s az ezzel összefüggő határidők meghosszabbitásáról
- 1889. évi VI. törvénycikk A véderőről
- 1889. évi VII. törvénycikk Az 1885 és 1886. évi közösügyi zárszámadásokra alapitott leszámolások szerint Magyarország terhére mutatkozó tartozás fedezéséről
- 1889. évi VIII. törvénycikk Az 1887 és 1888. évi közösügyi költségekre a magyar korona országai által pótlólag fizetendő összegekről
- 1889. évi IX. törvénycikk A nyereménykölcsön-kötvények s az igérvényjegyek forgalma tárgyában
- 1889. évi X. törvénycikk A cs. kir. szab. kassa-oderbergi vasut elsőbbségi kölcsöneinek convertálása tárgyában
- 1889. évi XI. törvénycikk A Deéstől Zilahig vezetendő helyi érdekü vasut engedélyezéséről és a szamosvölgyi vasut függő adósságainak rendezéséről
- 1889. évi XII. törvénycikk Az aldunai Vaskapunál és az ottani zuhatagoknál létező hajózási akadályoknak, az 1888:XXVI. törvénycikkel elhatározott elháritására szükséges költségeknek fedezéséről
- 1889. évi XIII. törvénycikk A m. kir. államvasutak és a budapest-soroksár-harasztii helyi érdekü vasut soroksári állomásait összekötő helyi érdekü vasutvonal engedélyezésére vonatkozó felhatalmazás tárgyában
- 1889. évi XIV. törvénycikk Az első magyar-gácsországi és a magyar-nyugoti vasutak magyar vonalainak megváltásáról
- 1889. évi XV. törvénycikk A budapest-pécsi vasut-részvénytársaság vasutvonalainak megváltásáról
- 1889. évi XVI. törvénycikk A Fiume és Trieszt szabadkikötők területének az osztrák-magyar általános vámterületbe való beolvasztására nézve az 1887:XXIV. tc. 2. §-ában kitüzött határidőnek elhalasztásáról
- 1889. évi XVII. törvénycikk Az 1889. évben kiállitandó ujonczok megajánlásáról
- 1889. évi XVIII. törvénycikk Az 1847/8. évi III. tc. 14. §-ának módositásáról
- 1889. évi XIX. törvénycikk A liechtensteini fejedelemséggel 1876. évi december 3-án kötött adó- és vámegyesülési szerződés (1876:XLVIII. tc.) módositása iránt létrejött pótegyezmény becikkelyezéséről
- 1889. évi XX. törvénycikk A Suez-csatorna iránt Konstantinápolyban 1888. évi október 29-ikén kötött nemzetközi egyezmény becikkelyezéséről
- 1889. évi XXI. törvénycikk Az 1889. évi államköltségvetésről
- 1889. évi XXII. törvénycikk A véderő kötelékében álló országgyülési tagok katonai szolgálatra behivásának szabályozásáról
- 1889. évi XXIII. törvénycikk A honvédelmi ministerium elhelyezésére szolgáló államépület kiépitéséről és az erre szükséges költségek fedezéséről
- 1889. évi XXIV. törvénycikk Az inséges tengerészek kölcsönös segélyezése iránt Olaszországgal 1889. évi február 13-án kötött egyezmény beczikkelyezéséről
- 1889. évi XXV. törvénycikk Az inséges tengerészek kölcsönös segélyezése iránt Spanyolországgal 1889 március 11-én kötött egyezmény becikkelyezéséről
- 1889. évi XXVI. törvénycikk Az 1883:I. törvénycikk módositásáról, tekintettel a katonai szolgálatot teljesitő joghallgatókra
- 1889. évi XXVII. törvénycikk Az 1883:XXX. törvénycikk módositásáról, tekintettel a katonai szolgálatot teljesitő tanárjelöltekre
- 1889. évi XXVIII. törvénycikk A pénzügyi közigazgatás szervezetének változtatásáról
- 1889. évi XXIX. törvénycikk Az 1881:XLII. tc. némely határozatainak módositásáról
- 1889. évi XXX. törvénycikk A magyar földhitelintézet által engedélyezendő vizszabályozási és talajjavitási kölcsönökről és némely hitelintézetek zálogleveleinek adómentességéről
- 1889. évi XXXI. törvénycikk Az 1880:XX. tc. némely határozatainak módositásáról
- 1889. évi XXXII. törvénycikk A Budapest főváros által felveendő kölcsön bélyeg- és adómentességéről
- 1889. évi XXXIII. törvénycikk Az 1888:XXXVI. tc. alapján nyujtandó előlegekről
- 1889. évi XXXIV. törvénycikk Az 1885:IX. törvénycikk kiegészitéséről, illetve a cheque- és clearing- forgalomról
- 1889. évi XXXV. törvénycikk A Csáktornyától Zalaszentivánon át Ukkig vezetendő helyi érdekü vasut engedélyezésére vonatkozó felhatalmazás tárgyában
- 1889. évi XXXVI. törvénycikk A Luxemburggal 1888. évi november 12-én Hágában a szegényjog kölcsönös biztositása iránt kötött államszerződés becikkelyezése tárgyában
- 1889. évi XXXVII. törvénycikk A kereskedelmi utazók árumustráinak ideiglenes vámmentessége iránt Németalfölddel 1888. évi december 12-én kötött egyezmény becikkelyezéséről
- 1889. évi XXXVIII. törvénycikk Az 1886:XXIX. tc. módositása és pótlása tárgyában
- 1889. évi XXXIX. törvénycikk Ő császári és apostoli királyi Felsége legmagasabb udvartartása költségeiről
- 1889. évi XL. törvénycikk A Magyarország és Horvát-Szlavon-Dalmátországok közt létrejött pénzügyi egyezmény becikkelyezéséről
- 1889. évi XLI. törvénycikk Az 1882:XV. törvénycikkbe iktatott nemzetközi phylloxera-egyezmény kiegészitéséről
- 1889. évi XLII. törvénycikk Az 1890. évben kiállitandó ujonczok megajánlásáról
- 1889. évi XLIII. törvénycikk A jelzálog-kölcsönök átváltoztatásánál adandó bélyeg- és illetékkedvezményekről szóló 1881. évi LXX. törvénycikk érvényének ujabb meghosszabbitásáról, s ezen kedvezménynek a vasuti elsőbbségi kölcsönökre való kiterjesztéséről
- 1889. évi XLIV. törvénycikk Az 1890. év I. negyedében viselendő közterhekről és fedezendő állami kiadásokról
- 1889. évi XLV. törvénycikk A biróságok tagjainak az igazságügyministeriumban való ideiglenes alkalmazhatásáról
- 1889. évi XLVI. törvénycikk A Budapest fővárosi rendőrség hatáskörének kiterjesztéséről Uj-Pest és Rákos-Palota községek területére
- 1889. évi XLVII. törvénycikk A Somogy-szobb-barcsi helyi érdekü vasut engedélyezésére vonatkozó felhatalmazás tárgyában
- 1889. évi XLVIII. törvénycikk A dévaványa-szeghalom-kóti és szeghalom-füzesgyarmati helyi érdekü vasut engedélyezéséről